# Solofra
Solofra – miejscowość i gmina we Włoszech, w regionie Kampania, w prowincji Avellino.
Według danych na 1 stycznia 2022 roku gminę zamieszkiwało 12 051 osób (5957 mężczyzn i  6094 kobiety).